# Knokke Challenger 1987
Il Knokke Challenger 1987 è stato un torneo di tennis facente parte della categoria ATP Challenger Series nell'ambito dell'ATP Challenger Series 1987. Il torneo si è giocato a Knokke in Belgio dal 10 al 16 agosto 1987 su campi in terra rossa.

## Vincitori

### Singolare
Edoardo Mazza ha battuto in finale  Eduardo Masso con il punteggio di 7–6, 6–4

### Doppio
Anders Henricsson /  Per Henricsson hanno battuto in finale  Givaldo Barbosa /  Nevio Devide con il punteggio di 6–1, 6–3